# Ким, Алексей Эдуардович
Алексей Эдуардович Ким (род. 5 апреля 1986) — южнокорейский шахматист, гроссмейстер (2004), тренер.
В составе сборной Южной Кореи участник 38-й Олимпиады (2008) в Дрездене.
Шахматами стал заниматься в четырехлетнем возрасте под руководством деда Николая Владимировича Кима.
Работал тренером в ДЮСШ им. М.М. Ботвинника (входит в состав ГБОУ "Воробьевы горы", г. Москва) с 2008 года по 2023 год.

## Семья
Mать Ирина Николаевна Хегай. Старший брат Андрей.
Деды: Николай Владимирович Ким, Николай Дмитриевич Хегай — по материнской линии.

## Спортивные достижения
| Год | Город | Турнир | + | − | = | Результат | Место |
| --- | ----- | ------ | - | - | - | --------- | ----- |
|     |       |        |   |   |   | из        |       |

## Изменения рейтинга
| Графики недоступны из-за технических проблем. См. информацию на Фабрикаторе и на mediawiki.org. |